# 渡辺雅史
渡辺 雅史（わたなべ まさし、1975年2月1日 - ）は、日本の放送作家、Uber Eats配達員、フリーライター、鉄道作家、時刻表探検家。ウーバーイーツユニオン執行委員長。埼玉県入間市出身。身長181cm。体重82kg。

## プロフィール

### 放送作家になった経緯と現在の仕事
学生時代より伊集院光のラジオ番組のハガキ職人をしていた。当時のペンネームはさば味噌煮。ニッポン放送の前で幾度となく出待ちを繰り返した結果、伊集院にスカウトされ、同局のアルバイトとして放送に関わるようになり現在に至る。
現在は、『伊集院光 日曜日の秘密基地』の後番組となった『爆笑問題の日曜サンデー』などで構成を担当。かつて、構成を担当していた『伊集院光 深夜の馬鹿力』においては「構成渡辺」、「構成の渡辺くん」と称されていた。
フリーのライターとしても活動。
Webラジオ『よゐこのアキパラ』に放送作家として参加。「日本萌え党宣言」という女の子の仕草を萌えかエロか判断するコーナーを立ち上げる（現在は放送終了）。
『機動戦士ガンダム』を未見でありながらガンダム関係の仕事をしており、『月刊ガンダムエース』誌上にて「やっぱり月刊ガン無駄エース」の担当ライターをしている。
2012年からはスカパー鉄道チャンネルの｢この時刻表があればご飯何杯でもいける」に出演した。2017年まで『鉄道ニュース546』に出演していた。
伊集院が仕事場として借りた都内のマンションに河野和男（当時ヒットマン）と3人で暮らしていたが、現在は金銭的理由から余裕がなくなり、実家へと戻っている。
2019年10月1日（9月30日深夜）『深夜の馬鹿力』終盤に『銀河鉄道999』のパロディ音声が放送され、20年間構成作家を担当した同番組を卒業
。

### 番組放送中における仕事
構成が喋ってはいけないというポリシーを持ち、普段の放送では笑い声以外は発することはない。
何か生放送中に言いたいことや、つっこみたいことがあった場合、伊集院に差し紙を見せ、代わりにコメントさせている。
伊集院光が不謹慎な発言をした場合に「構成の作成した完全台本による放送」と濡れ衣を着せられる。時にはテーブルの下で伊集院の足を蹴っていると言われても前述のとおり喋らない主義のため反論しない。

### 趣味・特技
- 無類の鉄道好きで、時刻表検定2級。「いい旅チャレンジ20,000km」に参加経験がある。2009年には、国内の鉄道に完乗した。
- スポーツ振興くじtotoで百数万円当てた事があるが約60万円を借金の返済に充て、残った金は全て『深夜の馬鹿力』の企画の予算で消費された。
- 埼玉西武ライオンズの熱烈なファン。
- 伊集院率いる草野球チーム「ビッグ・アスホールズ」の監督を務める。これはメンバー構成を考えるのに疲れ果てた伊集院が丸投げしたものだったが、渡辺はこれを甘受。徹底して選手の実績データのみを重視する「Excel野球」（伊集院命名）を駆使し、前監督で現ヘッドコーチの伊集院との間で選手起用を巡って対立したものの、結果としてはぶっちゃあ（ブッチャーブラザーズ）が主催するリーグ戦「ブッチャーズ・リーグ」にて優勝した。

## エピソード

### 少年時代
- 子供の頃に入間市民会館へ『8時だョ!全員集合』の公開生放送を見に行った際、今や伝説的なハプニングとして知られる会場の停電事件を現場で体験している。
- 中学校時代のあだ名は「イカナベ」。

### 大学時代
- 高校は附属高校に進学したものの内部進学に失敗、一浪を経て埼玉大学教育学部に入学するも、留年を繰り返す。多人数のゼミのスキー合宿に1人だけ誘われないなど大学生活における自虐的な話を楽しそうにすることから、伊集院に感心されつつ8年間通うも、英語の単位が取得できなかったため卒業できずに満期退学。教職課程を履修し中学校の教育実習に出たこともある。その際、学校の生徒達にラジオの事は一切話さなかったが、実習終了時に生徒たちから貰った寄せ書きの一つに「ラジオがんばってください」と書かれていることを発見した。

## その他の活動
2018年からUber Eatsの配達員として業務にあたっており、合間を縫って作家としての活動を続けている。『深夜の馬鹿力』において、業務中に遭遇した出来事を伊集院が話す事もあった。また、雑誌『週刊プレイボーイ』（集英社）では待遇問題の記事に登場しコメントした。2023年6月から、Webサイト「週プレNEWS」内で『チャリンコ爆走配達日誌』の連載を開始した。
2019年、Uber Eats配達員で結成されたウーバーイーツユニオンに発足メンバーとして参加。2022年には同組合の執行委員長に就任した。

## 番組の構成

### 現在の担当番組

#### テレビ
- 憧れレストラン

#### ラジオ
- 爆笑問題の日曜サンデー

### 過去の担当番組

#### ラジオ
- 伊集院光 深夜の馬鹿力

## 出演

### ラジオ
- たまむすび（不定期、TBSラジオ） - 金曜「TOKYOもん」コーナーに年に1回ほど登場し、東京のターミナル駅について解説[6]。
- 高田文夫のラジオビバリー昼ズ（2021年4月28日、ニッポン放送） - ゲスト[7]。
- くにまるジャパン 極（2021年5月14日、文化放送） - 「本屋さんへ行こう!」コーナーに『アラフォーウーバーイーツ配達員ヘロヘロ日記』の著者として登場[8]。

### その他
- 伊集院が出演していた『ゲームWAVE』（テレビ東京）の『電車でGO!』クイズ企画に出演したことがある。その時紹介された通称は『汚いメーテル』。

## 執筆

### 著書
- 『銀座線の90年』河出書房新社、2017年。ISBN 978-4-3092-2722-1。
- 『東京駅コンシェルジュの365日』交通新聞社、2020年。ISBN 978-4-3300-2020-4。
- 『アラフォーウーバーイーツ配達員ヘロヘロ日記』ワニブックス、2021年4月26日。ISBN 978-4-8470-7051-8。

### 雑誌等
- 週刊プレイボーイ（集英社） - 鉄道やB級グルメなどの記事を随時執筆。
- 週刊東洋経済オンライン - 2016年から2021年まで、鉄道についての記事を執筆[1]。
- 『渡辺雅史の残念な鉄道時刻表』（雑誌「一個人」、2023年春号 - 連載中） - 時刻表を読み込んで見つけた「普通列車に負ける特急」など「残念な列車」について考察する連載記事[9]